# Izabela Domogała
Izabela Małgorzata Domogała (ur. 10 stycznia 1978 w Tarnowskich Górach) – polska samorządowiec i menedżer, w latach 2018–2022 członek zarządu województwa śląskiego.

## Życiorys
Studiowała na uczelniach w Katowicach, Poznaniu i Warszawie, kształcąc się w zakresie zarządzania, finansów, zarządzania zasobami ludzkimi, zarządzania projektami europejskimi, organizacji i finansowania rewitalizacji oraz zarządzania w ochronie zdrowia. Ukończyła również studia Executive Master of Business Administration. Pracowała na stanowiskach kierowniczych i doradczych w spółkach prawa handlowego. Następnie przez około 15 lat zatrudniona jako urzędniczka samorządowa, zajmując się pozyskiwaniem funduszy europejskich. Od 2012 do 2018 kierowała Wydziałem Strategii i Funduszu Unijnych Urzędu Miasta w Bytomiu. Została członkiem Komisji Polityki Europejskiej i Spraw Zagranicznych przy Związku Miast Polskich oraz przewodniczącą Wojewódzkiej Rady Rynku Pracy.
W 2014 wybrana do rady gminy Świerklaniec z ramienia lokalnego komitetu, do 2016 pełniła funkcję wiceprzewodniczącej rady. W 2018 zajęła też 2. miejsce wśród 4 kandydatów na wójta gminy Świerklaniec, uzyskała też reelekcję z listy własnego komitetu. Z ramienia Prawa i Sprawiedliwości 21 listopada 2018 powołana na stanowisko członka zarządu województwa śląskiego. Odpowiadała za sprawy Europejskiego Funduszu Społecznego, rynku pracy, polityki społecznej, zdrowia, projektów regionalnych oraz inwestycji. Zakończyła pełnienie funkcji 21 listopada 2022 wraz z całym zarządem. Od 2023 do 2024 była wiceprezesem spółki Tauron Inwestycje. Bez powodzenia kandydowała do Sejmu w 2015 i 2023 i do rady gminy Świerklaniec z ramienia lokalnego komitetu w 2024.